# Inmigración brasileña en el Reino Unido
La inmigración brasileña en el Reino Unido corresponde al proceso migratorio de ciudadanos de la República Federativa del Brasil hacia el Reino Unido de Gran Bretaña e Irlanda del Norte. Los brasileños constituyen la comunidad latinoamericana más grande del Reino Unido.
La comunidad brasileña ha experimentado un rápido crecimiento en tamaño en los últimos años, ya que el número de personas nacidas en Brasil que residen en el Reino Unido ha aumentado en casi un 700% entre 1991 y 2009.

## Historia
La inmigración notable de brasileños en el Reino Unido comenzó a partir de la década de 1980, principalmente con fines de estudios, pero una vez que llegaron, algunos descubrieron que la diversidad étnica y cultural de las principales ciudades (en particular, de Londres) ofrecía más oportunidades profesionales. En parte, esta inmigración de brasileños al Reino Unido es una consecuencia de la posibilidad económica de viajar.

### Historia contemporánea
La comunidad brasileña del Reino Unido fue puesta en el centro de atención mundial en 2005 como resultado de la muerte de Jean Charles de Menezes. Menezes era un ciudadano brasileño que vivía y trabajaba en Tulse Hill, al sur de Londres, que en la mañana del 22 de julio de 2005 fue identificado erróneamente como Hamdi Adus Isaac, uno de los fugitivos involucrados en los fallidos intentos de bombardeos del día anterior. Esta identificación errónea finalmente condujo a un número de policías metropolitanos no uniformados que seguían a Menezes a la estación de metro de Stockwell, y tomando un tren, donde recibió siete disparos en la cabeza. La política de "disparar a matar" se había establecido después de los atentados del 7 de julio de 2005 en Londres. La investigación resultante fue seguida en todo el mundo, incluida la familia de Menezes en Gonzaga, Minas Gerais, quien creó la campaña "Justice4Jean".